# 10674 de Elia
10674 de Elia este o planetă minoră (asteroid), cu un diametru de 7,056 km, din centura de asteroizi. A fost descoperită pe 7 noiembrie 1978 la Observatorul Palomar de Eleanor F. Helin și a fost numită după Gonzalo Carlos de Elía⁠(d). 
Obiectul prezintă o orbită caracterizată de o semiaxă mare de 2,3868142 UAi, o excentricitate de 0,13, o înclinație de 1,7569 ° în raport cu ecliptica.